# Leif Panduro
Leif Panduro (* 18. April 1923 in Frederiksberg; † 16. Januar 1977 in Kopenhagen) war ein dänischer Schriftsteller und Zahnarzt.

## Leben

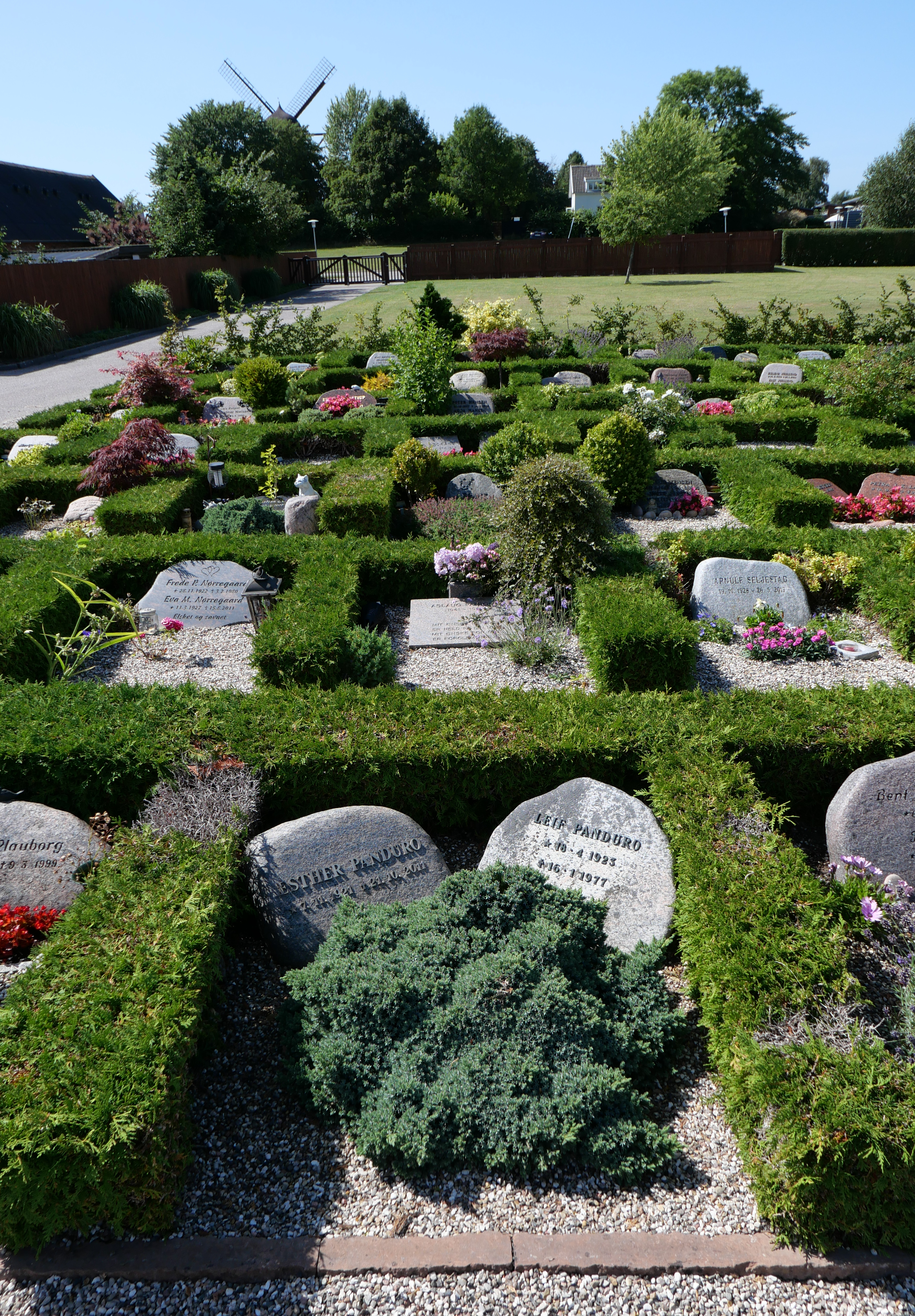
Das Grab von Panduro und seiner Frau Esther Larsen auf dem Friedhof von Melby.

Leif Panduro studierte von 1942 bis 1946 Zahnmedizin in Kopenhagen und praktizierte dort nach Abschluss seines Studiums von 1947 bis 1962 als Zahnarzt.
Sein vielfältiges Werk als Schriftsteller ist von der Psychoanalyse stark beeinflusst. Im Jahr 1976 wurde er Mitglied der Dänischen Akademie (Det Danske Akademi). Als Drehbuchautor war er unter anderem auch für die Fernsehserie Oh, diese Mieter! verantwortlich.
Panduro war von 1948 bis zu seinem Tod mit Esther Larsen (1921–2011) verheiratet, mit der er zwei Söhne hatte. Eine Cousine von ihm war die Schauspielerin Lise Panduro. Er starb im Januar 1977 im Alter von 53 Jahren. Er wurde in Melby (Sjælland) beigesetzt.

## Werke
- Av, min guldtand (1957)
- Rend mig i Traditionerne (1958)
- Øgledage (1961)
  - Echsentage. Luchterhand, Neuwied/Berlin 1964.
- Uro i forstæderne (1962)
- Fern fra Danmark (1963)
  - deutsch: Fern aus Dänemark. Fischer Taschenbuch-Verlag, Frankfurt am Main 1972, ISBN 3-436-01636-5.
- Fejltagelsen (1964)
- Den gale mand (1965)
- Daniels anden verden (1970)
  - deutsch: Die verrückte Welt des Daniel Balck. Roman. Benziger, Zürich/Köln 1975, ISBN 3-545-36172-1.
- Vinduerne (1971)
  - deutsch: Die Fenster. Verlag Volk und Welt, Berlin 1975
- Høfeber (1975)
  - deutsch: Heuschnupfen. Verlag Volk und Welt, Berlin 1978
- Hjemme hos William
  - deutsch: Williams zuhause. Verlag Volk und Welt, Berlin 1977
- Den Ufuldendte Dommer (1986)

## Drehbücher (Auswahl)
- Harry und sein Kammerdiener (1961, Harry og kammertjeneren)
- Hvad Med Os? (1963)
- Oh, diese Mieter! (Fernsehserie, 1970–1977, Huset på Christianshavn)

## Auszeichnungen
- 1963 Dänischer Kritikerpreis für seinen Roman Fern fra Danmark
- 1966 Stipendium des Herman Bang Gedächtnisfonds
- 1970 De Gyldne Laurbær des dänischen Buchhändlervereins
- 1971 Großer Preis der Dänischen Akademie
- 1975 Søren-Gyldendal-Preis